# Seikimatsu Occult Gakuin
Seikimatsu Occult Gakuin (世紀末オカルト学院 Seikimatsu Occult Gakuin?) es un anime producido por A-1 Pictures y Aniplex, y dirigido por Tomohiko Itō. El anime consta de 13 episodios y fue estrenado en Japón en TV Tokyo el 6 de julio de 2010.

## Argumento
La historia gira en torno a Maya Kumashiro, la hija del recientemente difunto director de la academia privada Waldstein, dedicada al estudio del ocultismo. Es el año 1999 y el agente Fumiaki Uchida, un joven misterioso llega desde el 2012 mediante un viaje en el tiempo, con el objetivo de destruir la Llave de Nostradamus, un elemento desconocido que en pocos meses desencadenará una crisis que permitirá una invasión extradimensional, llevando a la humanidad a una guerra que amenaza con acabarlos en el futuro. Uchida y Maya terminan formando un equipo para lograrlo, intentando impedir que en el futuro los invasores se adueñen de la Tierra, sin embargo dentro y en los alrededores del colegio son tantos los eventos paranormales que se producen que determinar cuál de estos es la llave de Nostradamus es una tarea más pesada de lo que se imaginan.

## Personajes
- Maya Kumashiro (神代 マヤ Kumashiro Maya)

Seiyū: Yōko Hikasa
La protagonista principal es una chica de quince años que se caracteriza por su madurez y su carácter fuerte y serio, además se muestra valiente y luchadora. Es escéptica ante todo el ocultismo y en sus propias palabras expresa que "odia lo sobrenatural", a pesar de que en su infancia era una entusiasta y posee gran conocimiento sobre el tema, este cambio es principalmente porque su padre le dedicó mucho tiempo a estas investigaciones (hasta obsesionarse casi) en desmedro en la atención hacia ella. En los primeros capítulos decide hacer equipo con Fumiaki Uchida (prácticamente al conocerlo), con los objetivos de descubrir a los asesinos de su padre y de encontrar la llave de Nostradamus. En la práctica empieza a trabajar de verdad y a pleno con él recién después de conocer el pasado del muchacho y con ello comprobar que en verdad habría una invasión alienígena.
- Fumiaki Uchida (内田 文明 Uchida Fumiaki)

Seiyū: Takahiro Mizushima, Sayuri Yahagi (joven)
Proviene del año 2012 y utiliza la tapadera de un profesor de historia japonesa en la Academia Waldstein, donde es conocido como Abe Minorus. Fue obligado a regresar al pasado como sexto enviado (tras el fracaso y asesinato de los cinco agentes previos) encargado de buscar la "llave de Nostradamus", a fin de destruirla y así evitar la conquista del mundo por alienígenas, sin embargo nadie sabe a ciencia cierta que es la llave o si se trata de un objeto, entidad o evento, lo que dificulta enormemente su misión. Posee un teléfono celular para identificar dicha llave, pues al tomar fotos pensando en ciertos eventos del futuro del objeto, la pantalla muestra como sucederá este futuro; la llave puede ser reconocida ya que si se fotografía pensado en su destrucción o muerte mostrará un mundo en paz al no haber sucedido una invasión.
- Mikaze Nakagawa (中川 美風 Nakagawa Mikaze)

Seiyū: Chihara Minori
Es una muchacha del pueblo, muy linda y además buena cocinera. Fumiaki la ve por ver primera trabajando como asistente dentro de un restaurant a donde va diariamente a comer curry y al momento se enamora de ella. Poco después de conocer a Bunmei lo lleva a recorrer el pueblo en su auto, al búnker de guerra y otros lugares; aunque a él su forma de conducir lo asusta y provoca mareos. Posteriormente logra vender comida dentro de la academia gracias a la intercesión de su amigo. Más adelante se revela que es una maga negra que quiere abrir la puerta al mundo de los demonios.
- Jum'ichiro Kumashiro (Kumashiro Jum'ichiro)

Seiyū: Masaaki Yajima
Es el difunto director y fundador de la Academia Waldstein y padre de Maya. El primer capítulo inicia cuando fallece repentinamente y luego en el velorio en el interior de la institución su cuerpo es poseído por un espíritu maligno al cual deben combatir los protagonistas. Fundó la escuela gracias a una idea que surgió por un pedido de su hija Maya. La asentó en la cima de un cerro con el fin de estudiar todo lo referente al ocultismo, hacia lo cual sentía cierta obsesión. Maya formará equipo con Bunmei para buscar a sus asesinos, pese a que por cierto tiempo sintió cierto desprecio hacia su padre, sin embargo a medida que avanza la historia conoce otra versión de los hechos que muestran la verdad tras el comportamiento de su padre.
- Chihiro Kawashima (川島 千尋 Kawashima Chihiro)

Seiyū: Yū Kobayashi
Es la subdirectora de la escuela; una mujer sobria, formal y muy poco sociable, muy estricta al punto que su carácter es casi agrio. :Al comienzo muestra intenciones no muy acordes con las de Maya; además, está involucrada en un plan secreto en alianza con un trabajador del instituto que viste de traje y gafas negras, actúa como su ayudante y la suele acompañar. A poco de conocerlo, se enamora locamente de Fumiaki cuando este hace un comentario sobre su aspecto que ella interpreta como un galante cumplido (único que ha recibido en su vida) pero falla en sus tontos intentos de conquistarlo. Luego se descubrirá que escribe poemas de amor en un anotador rosado.
- Ami Kuroki (黒木 亜美 Kuroki Ami)

Seiyū: Ayahi Takagaki
Al igual que su padre conoce a Maya desde que era niña, pues además eran amigas. Es delgada y de cabello castaño y corto. En clase se sienta frente a Maya y detrás de Naruse de quien también es amiga.
- Kozue Naruse (成瀬 こずえ Naruse Kozue)

Seiyū: Kana Hanazawa
Compañera de clases de Maya, se sienta frente a Kuroki. Usa gafas que a menudo pierde y con ello también la buena visión. Es bastante alegre, le gusta lo sobrenatural y es muy supersticiosa, siempre está buscando cualquier prueba relacionada con la existencia de lo sobrenatural, aunque a sus ojos cualquier cosa por muy ordinaria que sea tiene una explicación paranormal. Llega a ser poseída dos veces, pero como no recuerda estas ocasiones insiste en que no cuentan y continúa en su afan de buscar cosas paranormales poniendo en peligro su vida y a sus amigos más de una vez, recién se siente feliz cuando tiene una experiencia cercana a la muerte. Su libro predilecto es El Principito, promueve sus enseñanzas y las suele recordar.
- JK

Seiyū: Takehito Koyasu
Es un muchacho obeso de cabello teñido. Compañero de Maya y de los demás, es el mejor amigo de Smile. Se distingue como buscador de entes paranormales y personas extraviadas, mediante dos varitas "zahori" que casi siempre porta y que utiliza como "antenas" o detectores. También trabaja como asistente del padre de Ami.
- Smile (スマイル)

Seiyū: Hiroki Takahashi
Es otro estudiante de la academia, reconocido como amigo y compañero de aventuras de JK. Le gusta todo lo relativo a la mecánica automotriz. Al igual que su amigo es ayudante del padre de Ami.

## Música
- Tema inicial: "Flying Humanoid" (フライングヒューマノイド Furaingu Hyūmanoido) por Shoko Nakagawa.
- Tema de créditos: "Kimi ga Iru Basho" (君がいる場所, "Where You Are") por Ayahi Takagaki.

## Guía de capítulos
- 01: La profecía de Maya
- 02: La llegada de Bunmei
- 03: Mikaze está de paso
- 04: La caída de Bunmei
- 05: Kozue en el verano
- 06: La distancia de Bunmei
- 07: El amigo de Maya
- 08: Mamma Ami-ya
- 09: Akari (I) de la nieve
- 10: Akari (II) del hogar
- 11: La muerte de Maya
- 12: Miles de vientos, la búsqueda de la belleza
- 13: Maya Bunmei

## Recepción
Zac Bertschy de Anime News Network dijo que el "diseño de animación y caracteres son magníficos, con un trabajo de fondo muy agradable" y "un comienzo muy fuerte para un espectáculo con gran promesa". Por su parte, Theron Martin comentó que "es una de las series de mejor aspecto de la nueva temporada (tal vez la mejor), incluyendo un diseño de arte hermoso y buena animación, cortesía de A-1 Pictures, con diseños de personajes como seguramente no se ha visto". Carl Kimlinger encontró que la serie "es, si no la mejor, sin duda la más entretenida de Aniplex's Anime no Chikara Project" y "es más Sam Raimi que Tite Kubo". Hope Chapman afirmó que "es muy entretenida en una pura y encantadora manera, que recuerda un poco a las partes más humorísticas en las películas de Mamoru Hosoda".